# Специјални суд у Београду
Специјални суд у Београду је уобичајени назив за посебно одељење Вишег суда у Београду, који је надлежан за првостепено поступање у предметима организованог криминала за читаву територију Србије. Ово представља облик концентрације надлежности у правосуђу Србије. За поступање у другом степену у овим поступцима надлежан је Апелациони суд у Београду.
Уређење и надлежност овог одељења регулисани су Законом о организацији и надлежности државних органа у сузбијању организованог криминала.